# جولشان رز جديد
جولشان رز جديد ( الأردية: گلشن راز جدید   "حديقة الأسرار الجديدة") هي قصيدة باللغة الفارسية كتبها السير محمد إقبال، كجزء من مجموعته "زبور العجم".

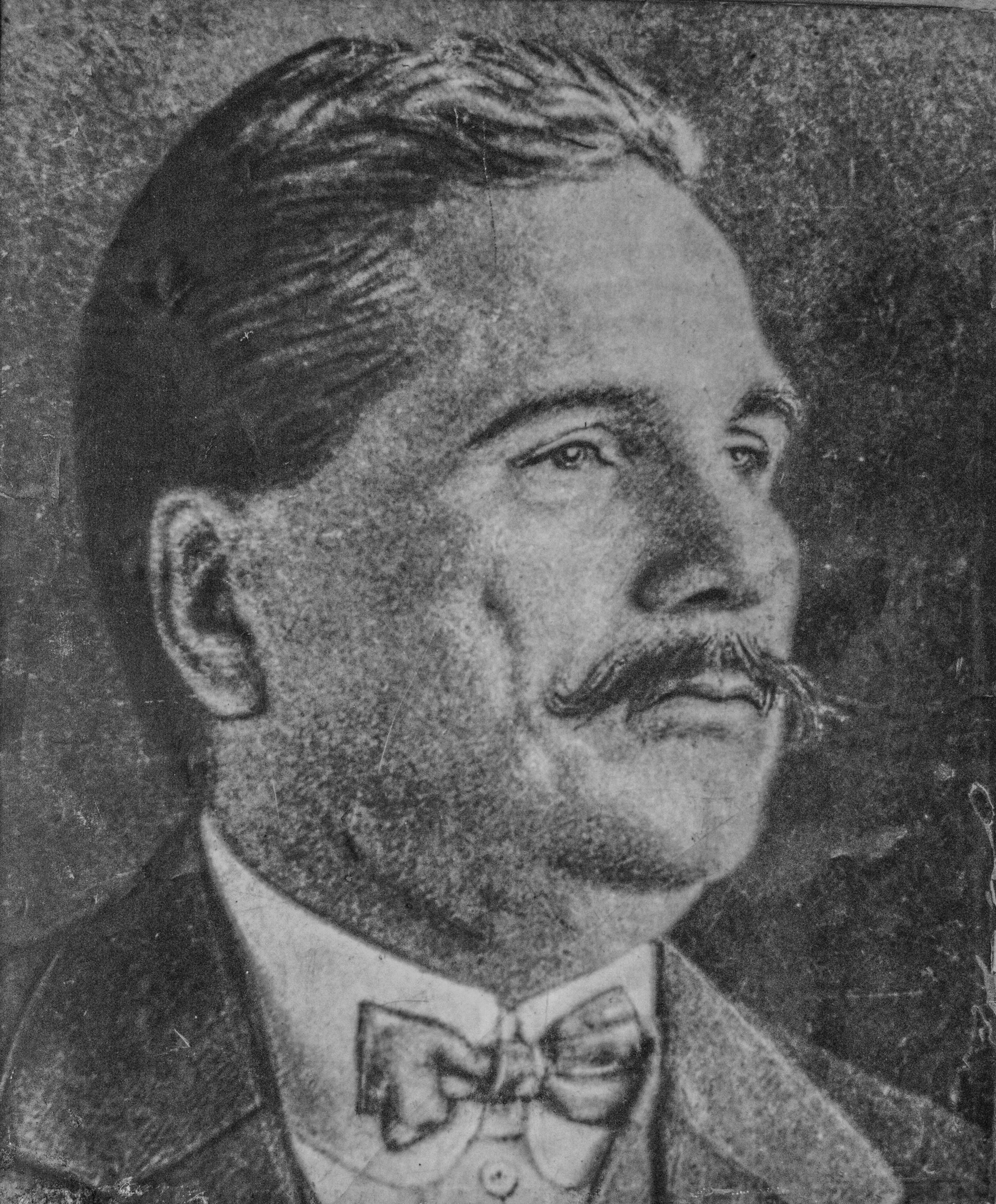
العلامة الدكتور محمد إقبال

## طالع أيضًا
- فهرس المقالات المتعلقة بمحمد إقبال [الإنجليزية]